# Schwarzbach (Klingengraben)
Der Schwarzbach ist ein linker Nebenfluss des Klingengrabens, der teilweise im Kanton Zürich in der Schweiz und im Landkreis Waldshut in Baden-Württemberg verläuft.

## Geographie

### Verlauf
Der Schwarzbach entspringt der südlichen Hügelkette, die den Rhein vom Klettgau trennt. Das Quellgebiet liegt in der Schweiz im Kanton Zürich, etwa 2 km nordwestlich der Gemeinde Rafz und etwa 1 km östlich des Ortsteils Berwangen der deutschen Gemeinde Dettighofen.
Nach ca. 4 Kilometern verläuft der Schwarzbach gänzlich auf deutschem Gebiet, passiert die Ortsteile Bühl und Riedern am Sand und verlässt am Ortsende von Riedern am Sand sein Tal und verläuft nunmehr in der Ebene des deutschen Klettgau. Kurz nach dem Eintritt in die Ebene, auf etwa der halben Strecke seines Verlaufs, mündet der Seegraben von Osten kommend ein. Dieser trägt ebenfalls Wasser vom schweizerischen Nordrand der südlichen Hügelkette des Klettgaus aus der Umgebung von Osterfingen (CH) und dem Wangental bei. Über dem Seegraben bei Weisweil befindet sich der Burghügel der Burg Weißenburg.
In der Ebene des Klettgaues fließt der Schwarzbach mit geringen Gefälle weiter in Richtung Westen. Er durchfließt dabei Grießen und passiert Geißlingen im Süden (beide Gemeinde Klettgau). Bei Oberlauchringen mündet er mit einer Wasserführung von rund 0,64 m³/s von links in den Klingengraben.

### Zuflüsse
- Holzlochbächli (links), 0,9 km
- Blettliackerbach (links), 0,8 km
- Rottbronnenbächli (rechts), 0,7 km
- Weihergraben (rechts), 0,8 km
- Brücklebach (rechts), 2,3 km
- Charrenlochbächli (links), 0,8 km
- Ritzlibach (links), 1,9 km
- Mühlebach (rechts), 1,5 km
- Hasenbartbächli (links), 0,9 km
- Notburgabächle (rechts), 0,8 km
- Kotbach (links), 1,8 km
- Schlüchlebach (rechts), 1,2 km
- Seegraben (rechts), 12,2 km
- Netzbächle (links), 3,3 km
- Talbach (links), 1,8 km
- Langwiesgraben (links), 1,5 km
- Brunnenbachgraben (links)
- Steiggraben (links), 0,9 km

## Erschließung
Hauptverkehrsweg in der Ebene des Klettgau ist, neben der Bahnlinie Basel–Singen, die Bundesstraße 34, die den Kotbach und den Schwarzbach im Unterlauf begleitet. Ab Geißlingen, Gemeinde Klettgau, ist es die Landesstraße 163, die von der B 34 abgehend dem Lauf des Schwarzbach folgt und im Oberlauf durch deren Tal verläuft, um schließlich in Jestetten an die B 27 anzubinden.

## Burgen entlang des Baches
Oberhalb des Schwarzbachs liegt bei Riedern am Sand (Gemeinde Klettgau) die Ruine der Burg Neu-Krenkingen eine der Burgen der Herren von Krenkingen mit Stammsitz bei Krenkingen (Stadt Waldshut-Tiengen). Sie ist nicht zu verwechseln mit der Burg Gut-Krenkingen. 